# Kazoku

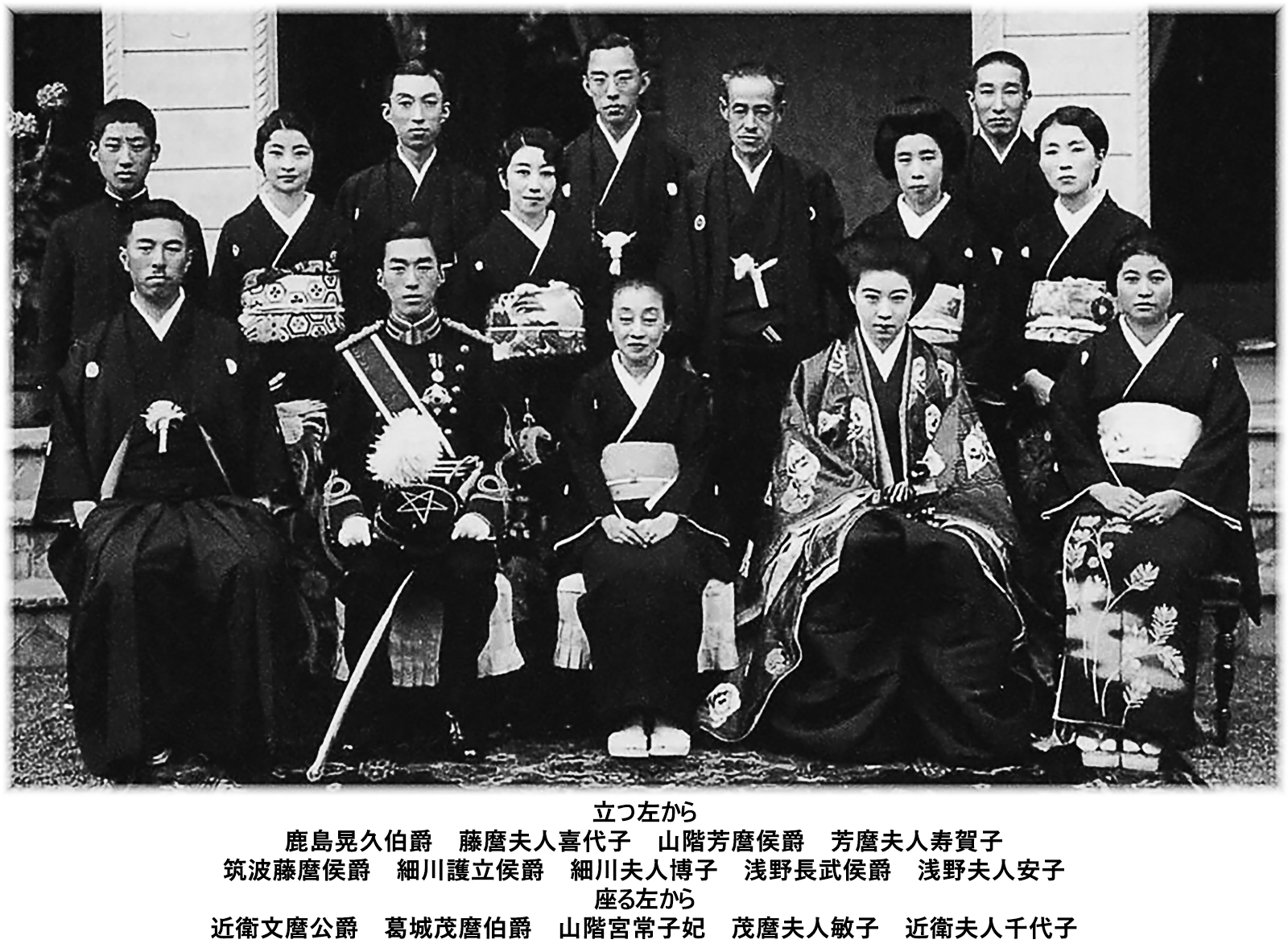
Kazoku, Gruppenfoto

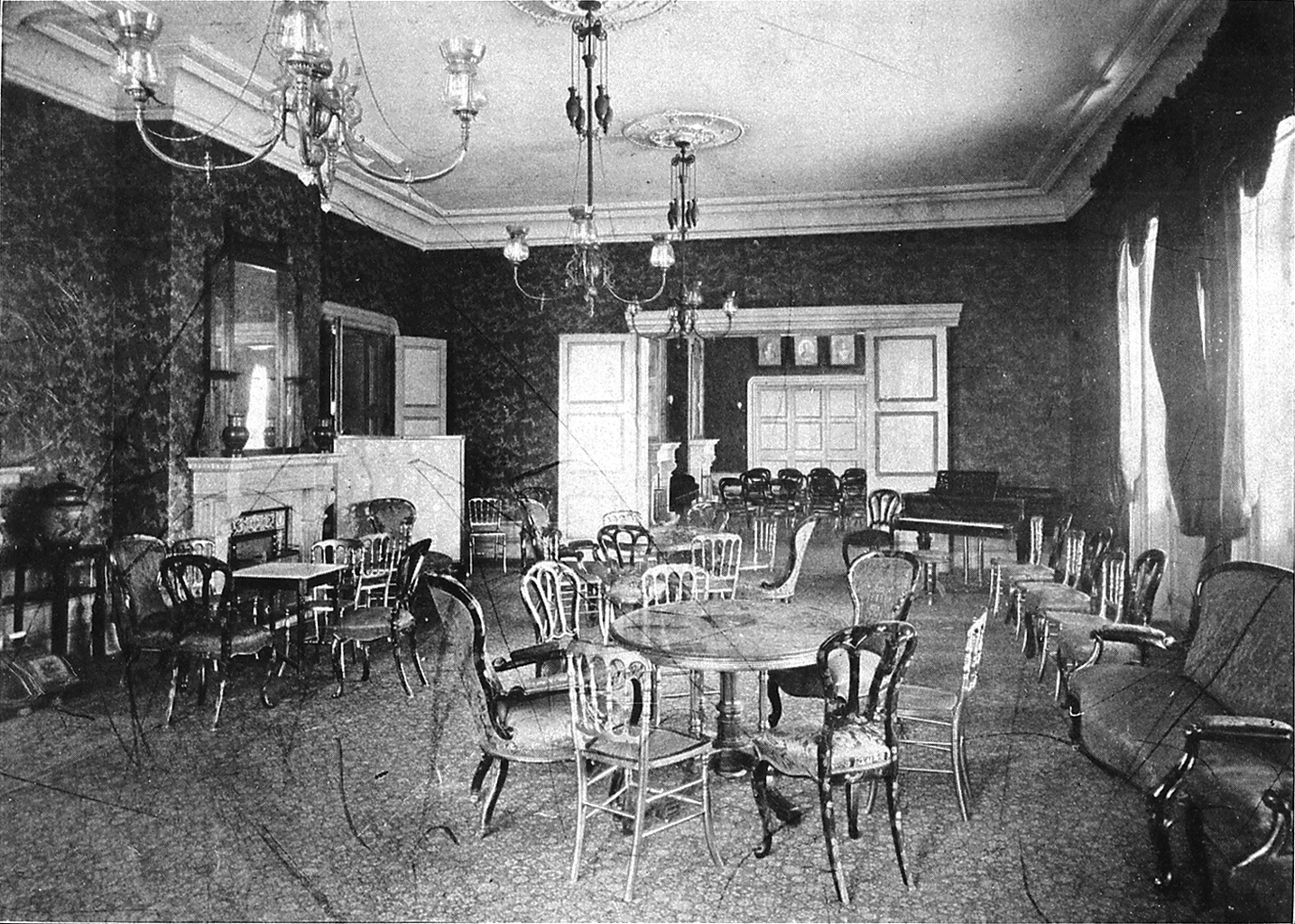
Innenraum des Peers’ Club, Tokio (1912)

Der Kazoku (japanisch 華族, wörtlich: „prunkvolle Familien“) war der Erbadel Japans, der von 1869 bis 1947 Bestand hatte.

## Geschichte
Vor 1869 bestand der japanische Adel aus den Kuge (Hofadel) und dem sogenannten Schwert-Adel (Buke, speziell Samurai, Daimyō, Shōgun), der Japan bis 1868 regierte. Die Meiji-Oligarchie verschmolz als Teil ihrer westlichen Reformen 1869 die Kuge mit den Daimyo zu einer einzigen gemeinsamen Adelsklasse: Kazoku. Zudem wurden ab 1868 die ehemaligen Shogunatsterritorien (bakuryō) inklusive kleiner, nachgeordneter Feudalterritorien und 1871 die Han, also die Feudalherrschaften der daimyō, abgeschafft und in staatliche Präfekturen umgewandelt. Itō Hirobumi, einer der führenden Personen der Meiji-Restauration und späterer Hauptautor der Meiji-Verfassung von 1889, beabsichtigte damit, dass der Kazoku als politisches und gesellschaftliches Bollwerk für die „wiederhergestellte“ Kaiserwürde und kaiserlich-japanischen Institutionen dienen sollte.
Zusätzlich zum bestehenden japanischen Adel belohnte die Meiji-Führung jene mit dem Kazoku-Status, die herausragende Dienste für das Land geleistet hatten. 1884 ging die Regierung einen Schritt weiter, indem sie den Kazoku in fünf Stufen nach dem britischen Peerage-System unterteilte. Dieses System benutzte Titel, die aus dem alten chinesischen Adelssystem abgeleitet wurden, das zufälligerweise auch fünf Titel kannte:
1. Kōshaku (公爵, Herzog, Fürst)
2. Kōshaku (侯爵, Markgraf)
3. Hakushaku (伯爵, Graf)
4. Shishaku (子爵, Vizegraf)
5. Danshaku (男爵, Baron)

Wie im britischen Peer-Adel wurden nur der eigentliche Halter des Titels und seine Ehegattin als Kazoku angesehen. Die Halter der obersten beiden Titel Fürst/Herzog und Markgraf wurden bei Erbfolge oder Aufstieg (für Adlige, die vorher untergeordnete Titel hatten) automatisch Mitglieder des Herrenhauses. Grafen, Vizegrafen und Barone wählten aus ihren Reihen bis zu 150 Repräsentanten in das Herrenhaus.
Titel wurden nach der Primogenitur weitergegeben, obwohl Kazoku-Häuser häufig Söhne aus Nebenzweigen ihres Hauses oder anderer Kazoku-Häuser adoptierten, um das Aussterben ihrer Linie zu verhindern. Ein Zusatz von 1904 zum 1889 verabschiedeten Gesetz über die Kaiserliche Familie erlaubte es den niederen Prinzen (Ō) der kaiserlichen Familie, auf ihren kaiserlichen Status zu verzichten, um ein Kazoku-Adliger oder ein Erbe eines kinderlosen Kazoku-Adligen zu werden.
Ursprünglich gab es 509 Kazoku-Adlige (11 Fürsten/Herzöge, 24 Markgrafen, 76 Grafen, 324 Vizegrafen und 74 Barone). Bis 1928 hatte sich deren Anzahl durch Aufstieg und Neuschaffung auf 954 erhöht (18 Fürsten/Herzöge, 40 Markgrafen, 108 Grafen, 379 Vizegrafen und 409 Barone).
Die Vergabe der Adelstitel für Kazoku-Häusern aus Kuge-Herkunft hing vom höchstmöglichen Amt ab, mit dem die Vorfahren im Kaiserhof betraut wurden. Demnach wurden die Erben der fünf Regentenhäuser (五摂家 go-sekke) der Fujiwara-Dynastie (Konoe, Takatsukasa, Kujō, Ichijō und Nijō) alle Fürsten, ebenso die Iwakura. Die Oberhäupter der anderen Kuge-Häuser (Daigo, Hamuro, Hirohata, Kazan’in, Kikutei, Kuga, Nakamikado, Nakayama, Oinomikado, Saga, Sanjō, Saionji, Shijō und Tokudaiji) wurden Markgrafen. Auch wurde dem Oberhaupt der Sho-Familie, der früheren königlichen Familie der Ryūkyū-Inseln (Okinawa), der Titel Markgraf gegeben.
Mit Ausnahme der früheren Shogun-Familie Tokugawa sowie der an der Meiji-Restauration maßgeblich beteiligten Familien Mōri (aus Chōshū) und Shimazu (aus Satsuma), die ebenfalls Fürsten wurden, hing die Vergabe der Titel an die früheren Daimyō von deren Reiseinkommen ab: Jene ab 150.000 Koku wurden Markgrafen, ab 50.000 Koku Grafen usw., die Oberhäupter der wichtigsten Hauptzweige (Shimpan-Daimyō) Markgrafen und die Oberhäupter der Nebenzweige Grafen. Dem früheren Shōgun Tokugawa Yoshinobu wurde 1902 vom Tennō Meiji der Titel eines Fürsten (Kōshaku) verliehen, als einzigem Träger dieses Titels ohne Rücksicht auf die Höhe seines Reiseinkommens.
Die großenteils auf einem Entwurf der alliierten Besatzungsregierung beruhende japanische Verfassung von 1946 schaffte die Kazoku und alle Adelstitel außerhalb der kaiserlichen Familie ab. Da es – ausgenommen in der Heian-Zeit – kein dem „von“ entsprechendes Adelsprädikat (jap. no) gab, unterscheiden sich ehemalige Adelige nur selten durch ihren Namen. Ausnahmen sind z. B. Matsudaira/Tokugawa, Madenokōji, Mushanokōji (ehemaliger Hofadel). Auch nach der Abschaffung halten die früheren Kazoku-Familien weiterhin bedeutende Positionen in der Gesellschaft und Industrie Japans. Ehemalige Kazoku haben sich zu einem Verein Kasumikaikan zusammengeschlossen. Der Verein hat seine Räume im Kasumigaseki-Building.